# Winter in Havanna
Winter in Havanna ist nach Sommer in Wien der 2. Dokumentarfilm der Tetralogie „Die vier Jahreszeiten“ des österreichischen Regisseurs, Kameramanns und Filmemacher Walter Größbauer. Der Kinostart war am 22. Februar 2019 in Österreich respektive am 7. März 2019 in Deutschland.

## Handlung
Der Wind peitscht die karibische See über die Brüstung des Maleccóns, auf der Fischer stehen und ihre Angeln auswerfen, während sich küssende Liebespaare selbst fotografieren. An den modrigen Fassaden ehemaliger Prunkbauten der Uferpromenade hängt seit Tagen nasse Wäsche, die nicht trocknen will. Es ist Winter in Havanna.
In „Centro Habana“, dem ruinösen Gebiss eines leidenschaftlichen Rumliebhabers gleich, betreibt Frank seinen einsturzgefährdeten Blumenladen. Der chinesische Vermieter lebt, eingebettet zwischen Rosen, Alpinien und Schmetterlingsjasmin, im selben Raum. Früher war Frank Schiffsmaler, bis Blumen sein Leben veränderten: „Blumen bedeuten Liebe, Zuneigung, Ehrlichkeit, Freundschaft, alles Gute, das in einem Menschen sein kann.“ Die meisten seiner Kunden kaufen Blumen aus religiösen Gründen. Um ihre Heiligen zu verehren oder als dekorative Begleitung für ein Santeria-Ritual.
Maisel studierte auf der berühmten Akademie „San Alejandro“ Malerei. Vor kurzem kehrte er von einer kulturellen Mission aus Venezuela zurück, wo er ein Wandgemälde zur bolivarianischen Revolution anfertigte. In „Playa“, dem nostalgischen Villenviertel, in dem ehemalige Revolutionäre und Künstler wohnen, lebt er mit seinen Eltern und seiner Verlobten. Die Umgebung ist wie ein Freilichtmuseum, geprägt von seinen monumentalen Kinderporträts, die er auf Hauswände malt. „Ich hätte gerne, dass meine Kunst irgendwann vielleicht in einem kubanischen Museum zu sehen ist. Das würde ich lieben.“
„Blankita“ heißt die spektakuläre Figur, die sich Yanolis erdacht hat, und mit der er zur „Königin des Humors in Kuba, in der Welt der Transvestiten“ gekürt wurde. Yan, wie er von seinen Freunden genannt wird, lebt in „Guanabacoa“, einem ländlich geprägten Vorort, in dem manch ein Bewohner sein Schwein an der Leine spazieren führt. Die Ablehnung durch die Mutter, aufgrund seiner sexuellen Neigung, trieb ihn in die Prostitution. „Ich bin kein nachtragender Mensch, aber es gibt Worte, die ich nicht zu löschen vermag.“
Marisol kam vor vier Jahren nach Havanna und lebt in der ehemaligen Autowerkstatt ihres Sohnes. Der einfache Raum mit Erdboden und Wellblechdach ist ihr improvisiertes Reich und liegt im Herzen des „10 Octobre“, einem Volksviertel mit pittoreskem Charme. Fidel Castro ermöglichte ihr die Ausbildung zur Uhrmacherin. „Ich liebe es, vom Traum geweckt zu werden und dahinterzukommen, welches Problem die Uhr hat.“ Wenn sie keine Uhren repariert, wäscht sie Wäsche und reinigt Töpfe gegen Bezahlung um ihre magere Pension aufzubessern.
Vier Menschen, vier Schicksale in einer einzigartigen Stadt. Begleitet von magischen Bildern pittoresker Architektur und Natur, fern jeder Werberomantik, die Sonne, Strand, Zigarren und Oldtimer Nostalgie verspricht. Der Film erlaubt Einblicke in die Lebensrealität des eigenwilligen, sozialistischen Inselstaates, der immer noch unter dem Embargo der USA steht, und dem die Kubaner mit Solidarität und Lebensfreude antworten, mit geballter Faust auf dem ausgestreckten Arm „Viva la Revolucion“ rufend.

## Kritik
- Wolfgang Hamdorf vom Filmdienst schreibt: „Es gibt ungewohnte Bilder der kubanischen Hauptstadt, gegen die gängigen Klischees vom karibischen Sozialismus inszeniert.“[4]
- Christoph Prenner von Skip meint: Authentische Alltagsgeschichten mit einem guten Gespür für Menschen und ihre Lebenswelten[5]
- als „rare Seitenblicke in die Lebensrealität der Kubaner“ bezeichnet Kristina Krisch, Kronen Zeitung, den Dokumentarfilm[6]